# 敬嫔 (康熙帝)
敬嬪（17世纪?—?），完顏氏，亦作王佳氏。滿洲鑲紅旗人。護軍參領華善之女，清朝康熙帝之嬪。

## 生平
康熙十年（1671年）六月二十三日，鑲紅旗參領華善之女完顏氏，以及鑲黃旗遏必隆公家、正黃旗左都御史明珠家、正白旗瓦爾達侍衛家、鑲紅旗原任總兵官佟國璽家、正藍旗六品官李顯宗家的格格，在三位或四位家中女僕的陪同下，入住鍾粹宮，獲得與儲秀宮蒙古格格相同的福晉級待遇，位分等級高於烏拉納喇氏等四位當時在康熙帝位下的小福晉級庶妃:273-274。
康熙十六年（1677年）五月二十四日，康熙帝諭禮部：「朕恭奉聖祖母太皇太后慈諭，稽古帝王宮闈之制，必備妃嬪，以襄內政」，命禮部選擇吉期，並開列儀注具奏，同年八月二十二日，冊立妃鈕祜祿氏為皇后，並且冊封佟氏為貴妃，李氏為安嬪，王佳氏為敬嬪，董氏為端嬪，馬佳氏為榮嬪，烏拉那拉氏為惠嬪，郭絡羅氏為宜嬪，赫舍里氏為僖嬪，敬嬪在七嬪中排行第二。當代研究者王冕森認為康熙十六年冊封的七位嬪位，其排序有着特殊的規律。安嬪和敬嬪出身外八旗世家，入宮後即獲得福晉級待遇，故而在七嬪中居首，而另外五嬪的排序則很有可能是以年紀長幼或入宮先後為依據:269。
康熙二十年，宮內分配一個專屬的正黃旗內管領給敬嬪使用，與安嬪共用同一個內管領，同年宮內改為分配一個專屬的正白旗內管領給安嬪使用，使安嬪、僖嬪和貴格格博爾濟吉特氏共用同一個內管領，而敬嬪則與端嬪共用同一個正黃旗內管領，此安排最少維持到康熙二十三年。康熙二十五年，敬嬪最後一次出現在康熙朝內務府《奏銷檔》中的宮分檔案。康熙二十八年十二月，內務府為兩位新封的嬪位分派內管領，敬嬪屬下的內管領沒有作為公中的內管領參加挑選，因此當代研究者王冕森認為敬嬪此時應該仍是處於嬪位:274。
康熙三十六年，康熙帝位下有四位嬪，分別是已被正式冊封的端嬪和僖嬪，以及在康熙二十八年，晉封為嬪級的衛氏與章佳氏，可知敬嬪之名是在康熙二十九年至康熙三十六年間從宮內消失。
康熙四十一年九月，僖嬪逝世時，內務府在奏報中提及在僖嬪去世之前，並無嬪位喪儀的定例或先例。清景陵妃園寢中，亦沒有敬嬪或任何以「敬」字作為稱號的貴人、常在和答應。由於康熙帝後宮中至少有二人（儲秀宮蒙古格格、佟格格）有明確出宮回娘家的記載:276—277，因此不排除敬嬪回娘家的可能性。 
乾隆年間，當時的制度規定後宮主位封謚之滿文必須意譯，敬嬪封號的滿文，由音譯「ging」，重新意譯為「ᡤᡳᠩᡤᡠᠨ (ginggun)」，意為「恭敬」:275。

## 出身
敬嬪家族屬八旗軍功世家，大多出任旗內武職，為中級官員。此系的遠祖完顏守祥是金哀宗完顏守緒的遠房堂兄弟，據稱在金朝末年返回東北居住，而完顏守祥之五世孫杭愛則以善於打虎而聞名，為此系的近祖。此系後裔自稱為「東歸本支」，是清代完顏氏一姓之中最龐大和最著名的一系:273。
- 曾祖父：禮谷理扎秦，世居翁果爾和地方，在國初入旗，被編入鑲紅旗滿洲，與堂侄蘇山家族共同擁有兩個世管佐領。
- 祖父：吳蓀，因功封為三等輕車都尉，仕至護軍參領。
- 父親：華善，承襲世管佐領，仕至護軍參領。
- 兄弟：至少一人，即碩林，承襲世管佐領，仕至參領。